# Haemerosia renigera
Haemerosia renigera är en fjärilsart som beskrevs av Philogène Auguste Joseph Duponchel 1836. Haemerosia renigera ingår i släktet Haemerosia och familjen nattflyn. Inga underarter finns listade i Catalogue of Life.